# 安宅常彦
安宅 常彦（あんたく つねひこ、1920年〈大正9年〉8月31日 - 1998年〈平成10年〉10月18日）は、昭和期の労働運動家、政治家。日本社会党衆議院議員（6期）。全電通東北地方本部委員長、山形県労働組合評議会議長、日朝国交正常化国民会議事務局長を務めた。

## 来歴
現在の山形県村山市で生まれる。1936年（昭和11年）仙台逓信講習所普通科を卒業。山形楯岡郵便局、山形電気通信部で勤務した。
1952年（昭和27年）全電通東北地方本部委員長、1955年（昭和30年）山形県労働組合総評議会議長に就任する。

### 政界入り
1960年（昭和35年）第29回衆議院議員総選挙で衆議院議員に初当選。以来、旧山形2区から日本社会党の公認を受け立候補し、連続6回当選する。この間、社会党内では山形県本部委員長、電通合理化対策特別委員会事務局長、朝鮮問題対策特別委員会副委員長、ロッキード・グラマン等調査特別委員会副委員長、出稼対策特別副委員長、議会制度に関する特別副委員長などを務めた。

### 野次による告発・公認喪失による引退
1978年（昭和53年）2月6日開催の衆議院予算委員会において、自由民主党の浜田幸一衆議院議員に「強姦野郎！」と野次を飛ばされた。三宅久之によると、社会党は当初、浜田を懲罰委員会にかけると息巻いていたが、当の安宅が提訴を取り下げてほしいと言ってきた。事情を聞くと、確かに女性問題があり、もみ消しのために内閣官房長官田中六助に金の工面を依頼していた。このため次の衆院選で社会党は公認を出さなかったという。
この野次の件は朝日新聞でも報じられた。
1979年（昭和54年）から超党派の日朝国交正常化国民会議事務局長を務めるが、前述の通り、この年の第35回総選挙では社会党から公認を得られず、政界から引退した。

### 引退後
1991年（平成3年）4月の春の叙勲で勲二等に叙され、旭日重光章を受章する。 
1998年（平成10年）10月18日、脳梗塞のため、死去した。78歳没。

## 回想
議員引退後、毎日新聞政治部の取材に答え、以下のような内容を回想している。
議員2期目に議院運営委員会理事に就任して間もない頃、黒塗りの車で浅草の料亭に招かれた。「ちょっとした快感だった」と述懐。
母親の出身地が安宅の出身地の隣村であることを、国会帰りのタクシーで知った中川一郎から、「お袋が昔世話になって」と金を送られ受け取った。
1977年ごろ、対韓国輸出問題で自民党を追及した際、自民党幹部から「追及はいいが名前は出さないでほしい」と連絡を受け、国会では「事件を公にするのが目的であり個人の追及ではない」と名前を伏せた。

## 著作
- 『山形の黒い虹 : 斗いのつれづれに』山形県労働組合評議会、1958年。
- 『日本経済と労仂者 : 赤い絨緞に滲む矛盾』及川一夫、1963年。